# Vereenigde Nederlandsche Scheepvaartmaatschappij
De Vereenigde Nederlandsche Scheepvaartmaatschappij (VNS) was een Nederlandse rederij gevestigd in Den Haag die heeft bestaan tussen 1920 en 1970. In 1970 fuseerde de VNS met enkele andere Nederlandse rederijen tot de Nederlandsche Scheepvaart Unie (NSU), vanaf 1977 bekend als Nedlloyd.

## Oorsprong
De VNS werd op 30 april 1920 in Den Haag opgericht als een samenwerkingsverband tussen de volgende Nederlandse rederijen:
- Holland-Amerika Lijn (HAL) in Rotterdam;
- Stoomvaart Maatschappij Nederland (SMN) in Amsterdam;
- Rotterdamsche Lloyd (RL) in Rotterdam;
- Van Nievelt Goudriaan (NiGoCo) in Rotterdam;
- Koninklijke Paketvaart Maatschappij (KPM) in Amsterdam;
- Java-China-Japan Lijn (JCJL) in Amsterdam;
- Koninklijke Nederlandsche Stoomboot-Maatschappij (KNSM) in Amsterdam;
- Stoomvaart Maatschappij 'De Maas' (Phs. Van Ommeren) in Rotterdam.

De oprichting was een direct gevolg van het einde van de Eerste Wereldoorlog waardoor de Duitse concurrentie was weggevallen en de vraag naar scheepsruimte snel toenam. De plannen van de deelnemende rederijen tot het beginnen van afzonderlijke nieuwe lijndiensten werden via de VNS gebundeld om zo krachtiger te kunnen optreden. KNSM directeur Ernst Heldring was vooral de stimulator. De VNS was een naamloze vennootschap waarvan de aandelen in bezit waren van de deelnemende rederijen. Het hoofdkantoor was gevestigd in Den Haag, vanaf 1969 Rijswijk. Operationeel waren er twee lijndirecties, een Amsterdamse en een Rotterdamse operationele tak.

## Diensten
De VNS exploiteerde diverse lijndiensten, die tot 1940 een verregaande zelfstandigheid kenden en als min of meer afzonderlijke maatschappijen onder eigen naam opereerden. Na 1945 werden de lijndiensten onder direct beheer van de VNS-directie gesteld, maar bleven de namen gewoon in gebruik. Het waren o.a.:
- Holland-Perzische Golf Lijn, vrachtdiensten, afvaarten van Hamburg, Rotterdam en Antwerpen via Genua, Port Said en Suez naar Aden, Bahrein eilanden, Koeweit, Basra, Khorramsjahr en Abadan.
- Holland-Australië Lijn, vrachtdiensten, afvaarten van Hamburg, Rotterdam en Antwerpen via Genua, Port Said en Suez naar Fremantle, Adelaide, Melbourne, Sydney en Brisbane.
- Holland-Oost-Azië Lijn, vrachtdiensten, afvaarten van Hamburg, Bremen, Rotterdam en Antwerpen via Genua, Port Said en Suez naar Aden, Colombo, George Town (P.Pinang), Singapore, Manilla, Hongkong, Shanghai, Kobe, Nagoya en Yokohama.
- Holland-Mumbai-Karachi Lijn was een gecombineerde lijn met de Holland – Bengalen – Birma Lijn met afvaarten van Hamburg, Rotterdam en Antwerpen naar Karachi, Mumbai, Colombo, Chennai, Calcutta en eventueel Rangoon.
- Holland-Afrika Lijn met vracht- en passagiersdiensten
  - (via de westkust) van Hamburg, Amsterdam en Antwerpen naar Kaapstad, Port Elizabeth, Oost-Londen, Lourenzo Marquez en Beira.
  - (via de oostkust) van Hamburg, Amsterdam en Antwerpen naar Port Said, Suez, Port Sudan, Mombassa, Tanga, Zanzibar, Dar es Salaam, Port Amelia, Mozambique, Lourenzo Marque en Durban.
- Holland-West-Afrika Lijn, vracht- en passagiersdiensten met afvaarten van Hamburg, Amsterdam en Antwerpen naar Tenerife, Las Palmas, Dakar, Freetown, Monrovia, Kaap Palmas, Port Bouet, Takoradi, Accra, Lagos, Port Harcourt, Douala en eventueel andere havens aan de westkust tot Lobito.

## Ontwikkeling
In de jaren 1960 kreeg ook de VNS het moeilijk. Het passagiersvervoer liep terug en de concurrentie en kostenstijgingen binnen het traditionele vrachtvervoer namen toe. Met verregaande rationalisatie trachtte het bedrijf het hoofd boven water te houden. In 1968 bestelde de VNS het eerste Nederlandse containerschip Abel Tasman, dat in 1971 – na de fusie – in de vaart kwam.

## Fusie
Op 20 januari 1970 fuseerde de VNS met vier andere Nederlandse rederijen tot de Nederlandsche Scheepvaart Unie (NSU), vanaf 1977 bekend als Nedlloyd. De VNS bracht een vloot van 34 schepen in, met een gezamenlijk tonnage van 389.727 brt.
Het voormalig personeel van de VNS is verenigd in VNS-Vereniging van Oud Employees (VNS-VOE).

## Fotogalerij

Schepen van de Vereenigde Nederlandsche Scheepvaartmaatschappij
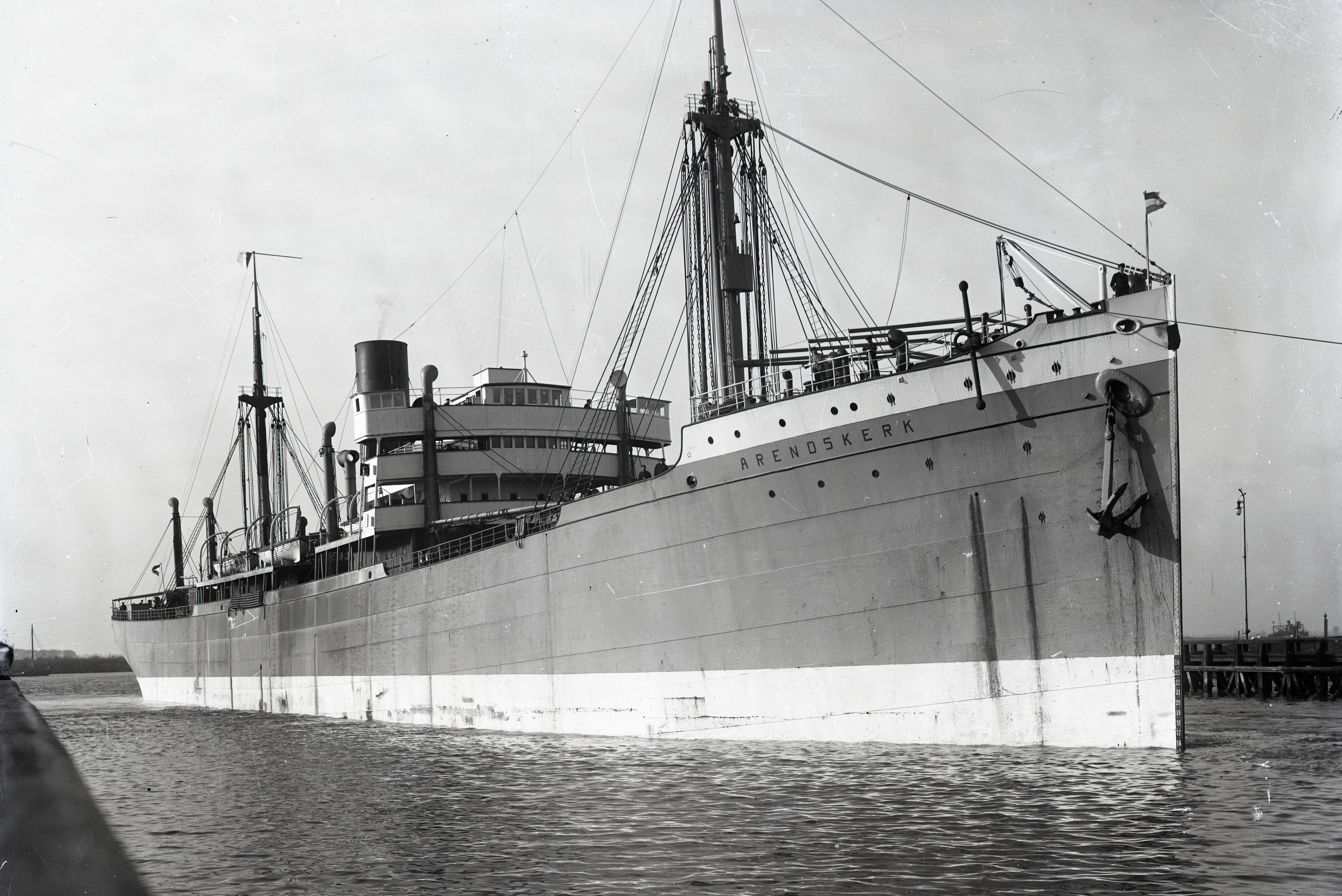
Arendskerk (1914)
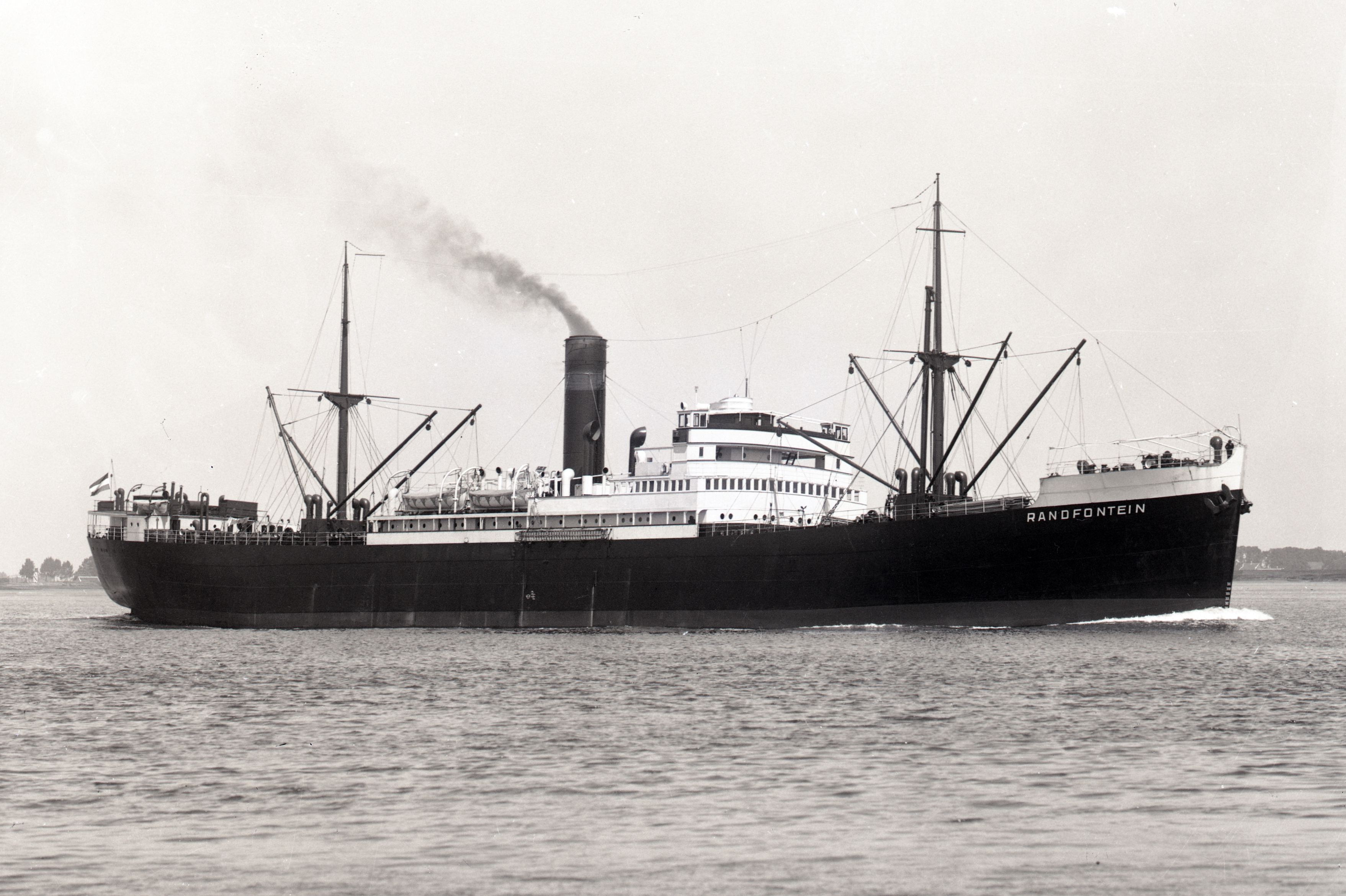
Randfontein (1920)
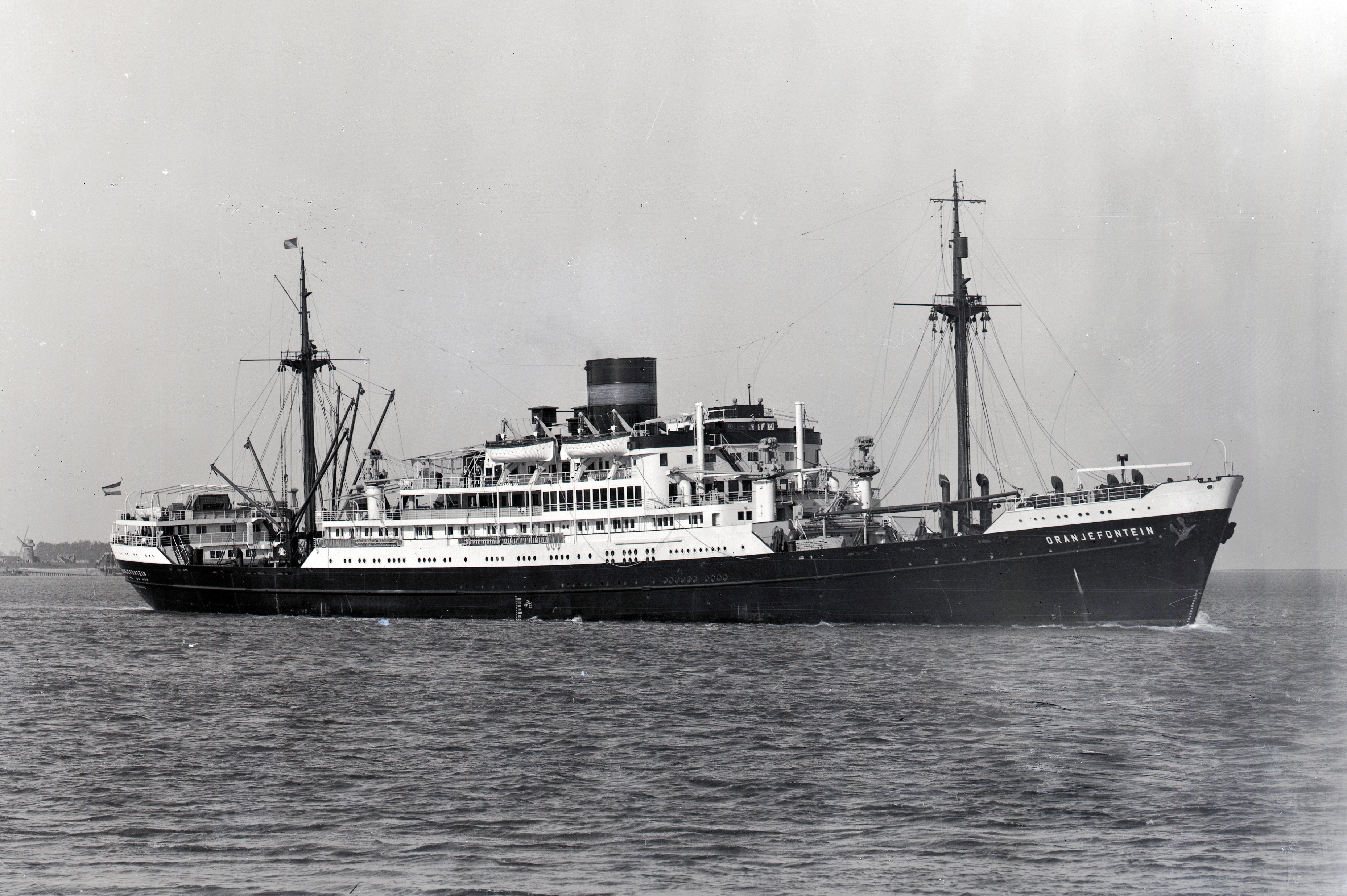
Oranjefontein (1940)
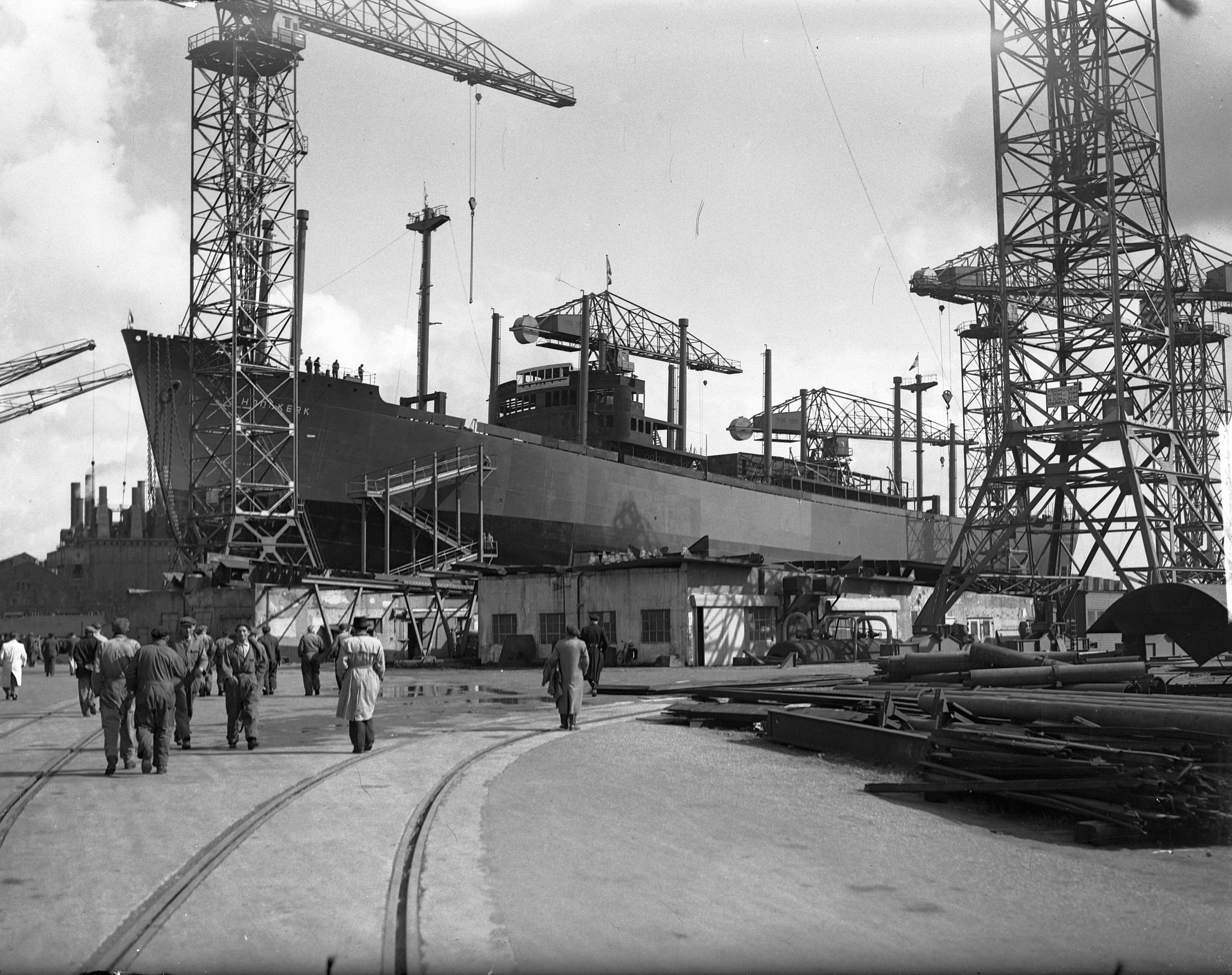
Hoogkerk (1949)
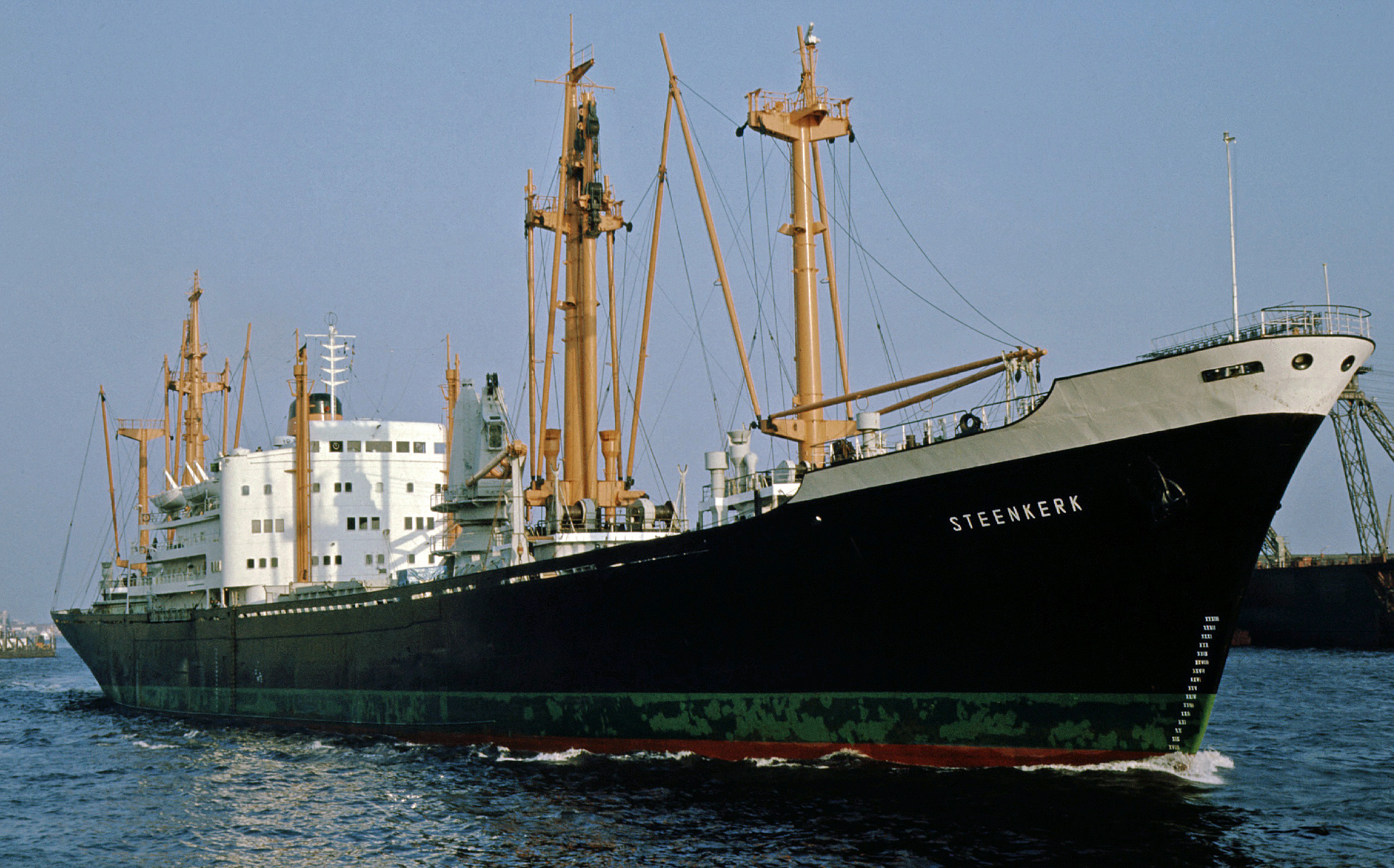
Steenkerk (1961)
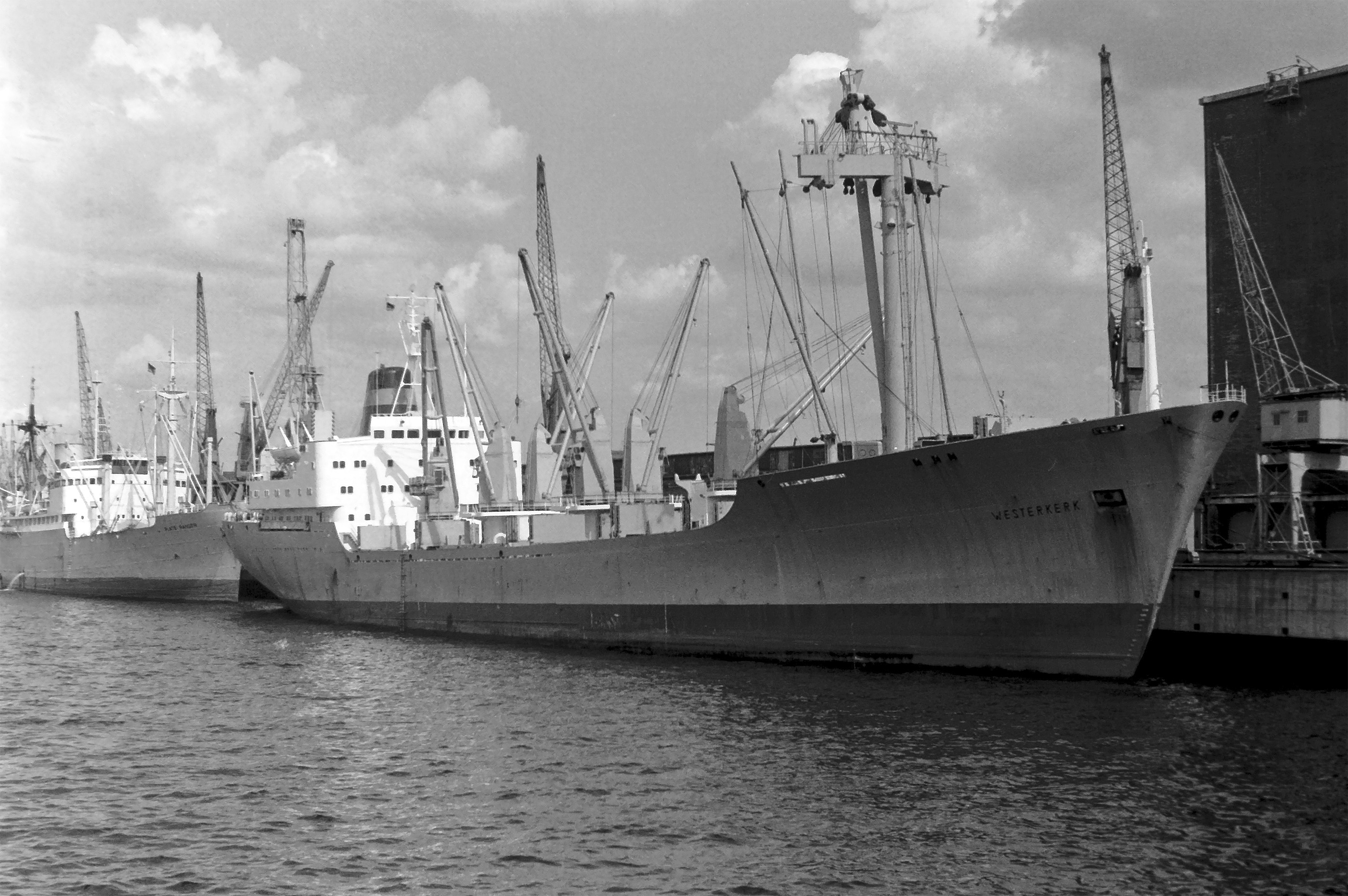
Westerkerk (1967)